# 샤미센

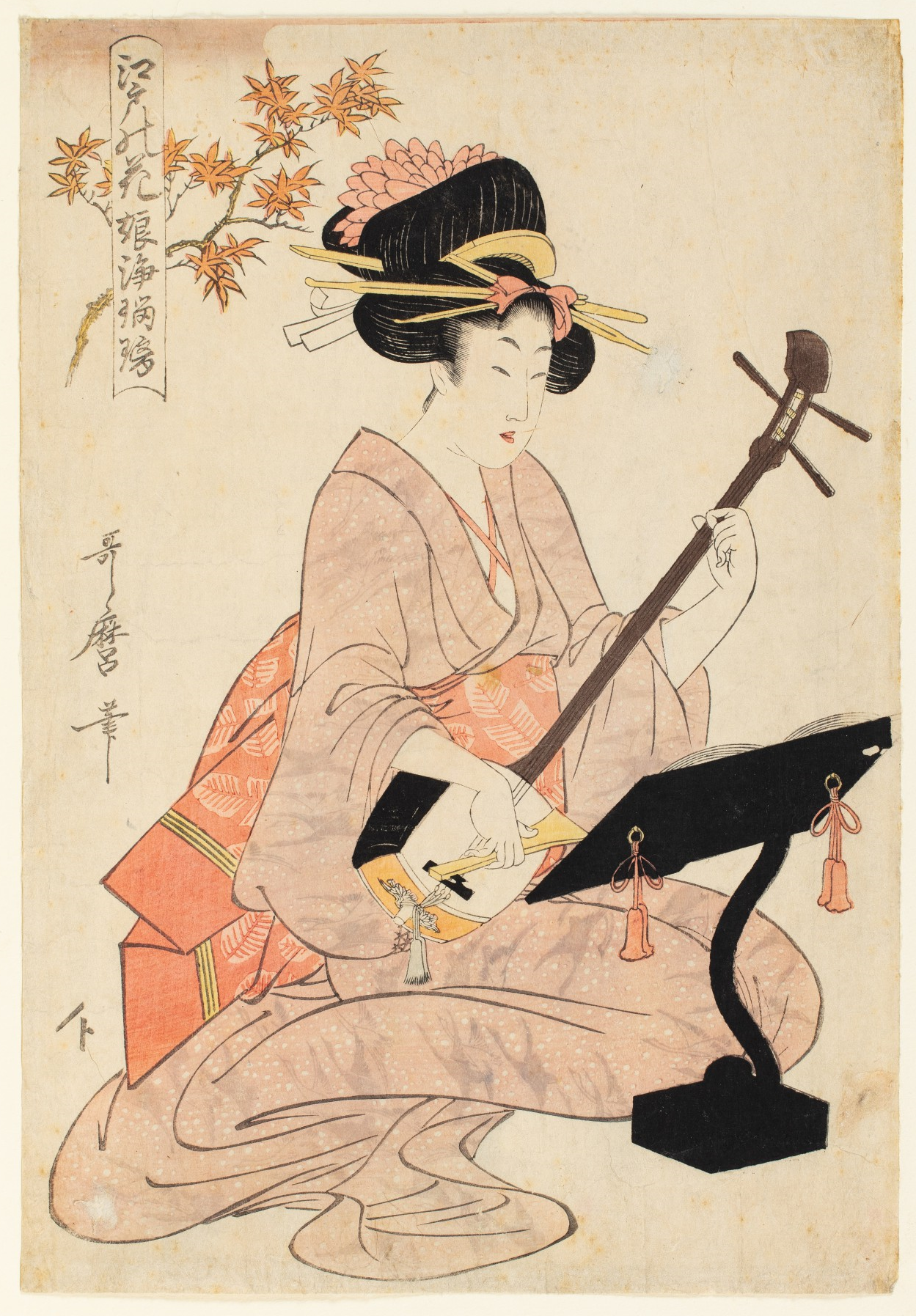
샤미센을 연주하는 여성

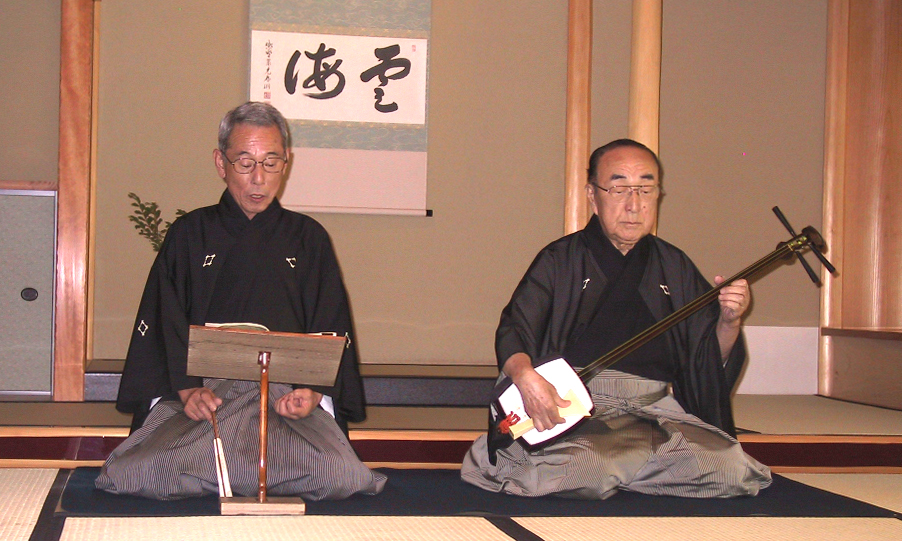
샤미센 연주 모습

샤미센(일본어: 三味線, しゃみせん)은 일본의 가장 대표적인 현악기로 민요의 반주나 근세 일본 음악의 대부분의 종목에 사용된다. 3현의 발현악기로, 여러 종류의 음악 연주에 사용된다.

## 역사
악기 분류로는 류트와 같은 종류에 속하며, 기타나 시타르와도 유사하다.
비슷한 악기인 중국의 산시옌(중국어: 三弦, 병음: sānxián)이 류큐 제도를 거쳐 들어와 개량된 것이다. 샤미센이라는 악기가 처음 등장한 것은 15세기와 16세기 무렵으로 추정된다. 일본의 전통 악기 가운데서는 비교적 역사가 짧은 편이다. 도요토미 히데요시가 만들게 한 초기의 샤미센이 현존하며, 크기가 좀 다를 뿐 현재의 샤미센과 크게 다르지 않은 모습이다.

## 구성과 재료
4개의 목재 판자를 합쳐 만든 통에 길쭉한 모양의 지판을 붙이고, 세 줄의 현을 맨다. 몸통 양면에는 동물의 가죽을 붙인다. 연주할 때는 오른쪽 무릎에 몸통의 오른쪽 부분을 얹고, 왼손으로 지판을 받치고 현을 누르면서 오른손에는 발목이라는 도구를 쥐고 현을 켠다.
몸통 재료로는 단단하고 치밀한 나무가 좋은 것으로 여겨진다. 가죽은 본래 고양이의 뱃가죽을 사용했으나, 생산량 감소로 현재는 연습용 샤미센 등 전체의 70퍼센트가 개의 가죽을 사용한다. 인조 가죽은 음질이 뒤떨어진다는 평가를 받는다. 비단이나 나일론으로 만드는 현도 여러 가지 굵기가 있어서, 음악의 종류에 따라 다른 굵기의 현을 사용한다. 오른손에 쥐는 발목이라는 도구는 바치라고도 하며 바치는 상아나 물소뿔, 떡갈나무 등을 사용하는데 경우에 따라서는 발목 없이 그냥 맨손으로 연주를 하기도 한다.

## 조현법
조현법은 대개 3가지를 들 수 있다.
⑴ 혼조시(本調子)는 예를 들면 Beb와 같이 완전 4도와 완전 5도로 고르는 것이고,
⑵ 니아가리(2올림)는 Bf b 같이 제2선을 e에서 f 로 올려 5도와 4도로 고르는 것이고,
⑶ 산사가리(3내림)는 Bea같이 제3선을 b에서 a로 내려 4도·4도로 고른 것이다.